# Polsat 2
Polsat 2 est une chaîne de télévision privée polonaise.

## Histoire
Lancée le 1er mars 1997, elle est d'abord conçue comme un complément de la chaîne de télévision Polsat sur le territoire polonais avant de s'orienter vers une version « internationale » avec une programmation reprenant une sélection des meilleures émissions des chaînes du groupe. 
Diffusée exclusivement en polonais, Polsat 2 peut être reçue par satellite en Europe (après souscription d'un abonnement, après avoir été longtemps en clair), en Amérique du Nord et en Australie. 
Le 18 décembre 2015, Polsat 2 cesse définitivement d'émettre à l'étranger et n'émet qu'en Pologne.
Sa grille des programmes est constituée de bulletins d'informations (Wydarzenia), de séries, de talk-shows, de documentaires et de films.